# Hyladaula perniciosa
Hyladaula perniciosa är en fjärilsart som beskrevs av Edward Meyrick 1920. Hyladaula perniciosa ingår i släktet Hyladaula och familjen äkta malar. Inga underarter finns listade i Catalogue of Life.